# Polytrichites
Polytrichites là một chi rêu trong họ Polytrichaceae.